# Tony Knowles
För snookerspelaren med samma namn, se Tony Knowles (snookerspelare).
Anthony Carroll Knowles, född 1 januari 1943 i Tulsa i Oklahoma, är en amerikansk demokratisk politiker. Han var den 9:e guvernören i delstaten Alaska 1994-2002.
Knowles deltog i Vietnamkriget i USA:s armé. Han avlade 1968 sin examen i nationalekonomi vid Yale University. Han var borgmästare i Anchorage 1981-1987.
Han var demokraternas kandidat i 1990 års guvernörsval i Alaska men förlorade mot Walter Joseph Hickel som kandiderade för Alaska Independence Party. Fyra år senare nominerade demokraterna Knowles på nytt. Han vann med 41,1% av rösterna mot 40,8% för republikanen Jim Campbell och 13% för Jack Coghill från Alaska Independence Party. Knowles omvaldes lätt 1998 med 51% av rösterna.
En sittande guvernör i Alaska får inte kandidera för en tredje mandatperiod i rad. Därför kunde Knowles inte kandidera i 2002 års guvernörsval men fick nog ställa upp igen fyra år senare. Knowles kandiderade 2004 till USA:s senat men förlorade mot Lisa Murkowski med 46% mot 49% för republikanen Murkowski. 2006 var det än en gång dags att kandidera för guvernör. Knowles förlorade med 41% mot 48% för republikanen Sarah Palin.